# コンバットジャグリング

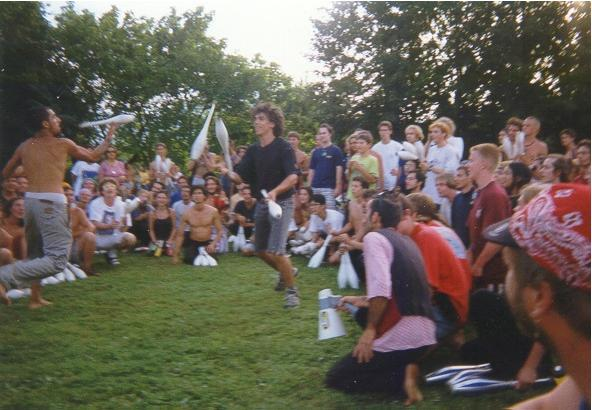
コンバットジャグリング

コンバット・ジャグリング（combat juggling）は2人以上のプレイヤーがそれぞれ3つのジャグリングクラブをジャグリングするオランダ発祥のスポーツである。コンバット・ジャグリングはその名前を略して、ただの「コンバット」と呼ばれることもある。このゲームは自らのジャグリングを継続しながら対戦相手のジャグリングクラブを1つ、または複数落とさせようとすることが目的である。1対1やチーム形式、または複数人でのバトルロワイヤル形式などで行うこともできる。この世界的な大会として「Fight Night Combat」などが挙げられる。

## ルール

### 基本ルール
3本のジャグリングクラブをジャグリングしながら、自分のクラブで相手のクラブを叩き落としたり、奪い取ったりするゲーム。クラブを落としたらその時点で失格である。
一定の範囲を決めた上で、参加者をその範囲内に入らせる。ここから出た場合は失格である。
攻撃はクラブで叩き落とすか、素手でクラブを奪い取ることしか認められていない。
身体の一部などでの攻撃、相手の体への攻撃や故意のボディーチェックは禁止されている。あくまで相手のクラブへの攻撃しか許可されていない。
足の間や体でクラブを挟むなどのジャグリングの方法は反則である。
クラブを落としたらその時点で失格である。
一対一の勝負で双方が落とした時は、その二人のみで再度勝負をする。
ゲームが始まる前及び自分が脱落したら残ってる者を取り囲んでみんなでクラブで地面を叩く。公式リズムは「タンタンタタタン タタタタンタタン」とされている。